# Cash App
Cash App (tidigare Square Cash) är en mobil betalningstjänst tillgänglig i USA och Storbritannien som tillåter användare att överföra pengar till varandra (mot en avgift på 1,5 % för omedelbar överföring) med hjälp av en mobilapp.

## Historia
Cash App lanserades av Block, Inc. (tidigare Square, Inc. vid lanseringen) den 15 oktober 2013, under namnet "Square Cash".
I mars 2015 introducerades Square Cash för företag. Detta gjorde det möjligt för individer, organisationer och företagsägare att skapa ett unikt användarnamn för att skicka och ta emot pengar, känt som en $cashtag. Sedan dess har $cashtag blivit den mest populära metoden för användare att överföra pengar.
Den 3 november 2021 öppnade Square Cash App för tonåringar mellan 13 och 17 år. Appen krävde tidigare att dess användare var minst 18 år gamla. Yngre tonåringar kommer att behöva en förälder eller vårdnadshavare för att auktorisera sitt konto och kommer inte att ha tillgång till kryptovaluta eller aktiehandel förrän de fyller 18 år.
Den 4 april 2023 knivhöggs Cash App-grundaren Bob Lee till döds i San Francisco i Kalifornien.